# Oizon
Oizon is een gemeente in het Franse departement Cher (regio Centre-Val de Loire) en telt 752 inwoners (1999). De plaats maakt deel uit van het arrondissement Vierzon.

## Geografie
De oppervlakte van Oizon bedraagt 59,7 km², de bevolkingsdichtheid is 12,6 inwoners per km².
De onderstaande kaart toont de ligging van Oizon met de belangrijkste infrastructuur en aangrenzende gemeenten.

## Demografie
Onderstaande figuur toont het verloop van het inwonertal (bron: INSEE-tellingen).